# World Series Baseball 2K2
World Series Baseball 2K2 (também conhecido pela sigla WSB2K2) é um jogo eletrônico de beisebol desenvolvido pela Visual Concepts e publicado pela Sega, foi lançado em 15 de agosto de 2001 para Dreamcast e em 19 de maio de 2002 para Xbox. Foi o último jogo da série para Dreamcast e o primeiro para o Xbox, a possibilidade de se jogar online está disponível somente na versão do Dreamcast.